# Nicétas Chalcoutzès
Le patrice Nicétas Chalcoutzès (en grec : Νικήτας Χαλκούτζης) est un général byzantin, premier membre attesté de la famille Chalcoutzès, particulièrement connu pour avoir repris Chypre aux Arabes en 965.

## Biographie
Il est le premier membre connu de la famille Chalcoutzès, dont les membres sont sporadiquement mentionnés jusqu'au XIIIe siècle. Il est d'abord cité par Jean Skylitzès et Georges Cédrène en 956, quand il conduit une ambassade à la cour de l'émir hamdanide d'Alep, Sayf al-Dawla. À cette époque, celui-ci est engagé dans un violent conflit avec les Byzantins. Selon les chroniques byzantins, Sayf emmène Chalcoutzès avec lui lors d'un de ses raids au sein du territoire byzantin. Toutefois, Chalcoutzès parvient à tromper ses gardes et à s'enfuir avec les autres membres de l'ambassade byzantine, quand une embuscade conduite par Léon Phocas le Jeune surprend les forces de Sayf,.
Chalcoutzès est ensuite mentionné par Cédrène lors de la reprise de Chypre. Cette île est un condominium byzantino-arabe depuis la fin du VIIe siècle et le rétablissement complet de la souveraineté byzantine permet à l'Empire de bénéficier d'une importante base stratégique en Méditerranée orientale. Toutefois, cet événement n'est rapporté que de manière laconique et aucun détail n'est fourni par les sources. Si la date retenue est généralement la deuxième moitié de l'année 965, il est possible qu'il intervienne dès le milieu de l'année 964. Chalcoutzès est probablement le premier gouverneur byzantin (stratège) de l'île. Rien n'est connu de sa vie par la suite.